# دكاكيرية جنسية
الدكاكيرية الجنسية أو التوثين الجنسي (بالإنجليزية: Sexual fetishism)‏ أو البدية وترجمتها التقديس الأعمى، وهو انحراف جنسي ونفسي شهير قوامه إشباع الرغبة الجنسية من طريق الانجذاب إلى أجزاء من الجسد، كالقدم مثلا، أو إلى شيء من الأشياء بعينه، سواء أكان ذلك الشيء حذاء، أو جوربا، أو ثوبا تحتيا.، وهو أكثر شيوعاً لدى الذكور من الإناث. فهو تكرار استخدام أشياء غير حية للحصول على إثارة جنسية - إلا إذا كان الشيء مخصصاً للإثارة الجنسية - مثل ملابس النساء، أو متعلقاتهن من الأحذية أو الجوارب. وقد يشمل النشاط الجنسي الوثن وحده، كما في حالة الاستمناء، أو يدمج الوثن في ممارسة جنسية بأن يطلب من شريكه ارتداء شيء معين.